# Las 7 Villas
Las 7 Villas es una subcomarca del Alto Najerilla, en el sudoeste de la La Rioja, España. Sus límites no se corresponden con una división administrativa, sino con una demarcación histórico-tradicional, cultural y geográfica.

## Localidades

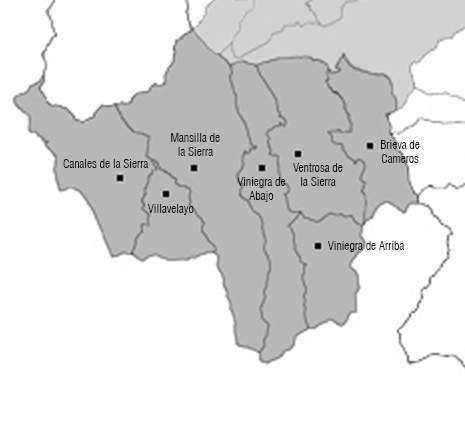
Mapa de la división municipal de la subcomarca de las 7 Villas del Alto Najerilla.

La subcomarca está formada por 7 municipios, con su centro comarcal de carácter cultural o tradicional en Mansilla de la Sierra, ya que en dicha localidad se encontraba la Casa de las Islas.
Este municipio es el más extenso en superficie puesto que posee 126,21 km2 lo que supone casi el 30% de toda la comarca. Por contra, actualmente los municipios más poblados son Viniegra de Abajo y Canales de la Sierra con 81 y 78 habitantes respectivamente en el año 2021.
La relación de municipios es la siguiente:
- Brieva de Cameros
- Canales de la Sierra
- Mansilla de la Sierra
- Ventrosa de la Sierra
- Villavelayo
- Viniegra de Abajo
- Viniegra de Arriba

## Historia
El origen de las 7 Villas como organización comarcal se remonta a 1584, cuando se firmó en la Ermita de Santiago, en Viniegra de Abajo el acta de fundación de la Confederación de las Cinco Villas y Valle de Canales: Brieva de Cameros, Viniegra de Arriba, Viniegra de Abajo, Ventrosa y Mansilla de la Sierra, y Canales de la Sierra teniendo bajo su jurisdicción en su valle las villas de Villavelayo, Monterrubio de la Demanda y Huerta de Arriba (estas dos últimas pertenecientes a Burgos).
Esta acta se firmó en La Casa de Islas, estaba enclavada en el término Municipal de Mansilla de la Sierra, junto a la zona denominada de Tabladas y en la falda de la Sierra de Urbión, bajo el pico de Caste, y rodeada de los ríos; Portilla y Urbión. La ubicación de esta Casa, fue decidida, por su centro en cuanto al resto de las villas, y su paso, en dirección a Puente Suso por donde realizaban la trashumancia.
Actualmente ha perdido el carácter administrativo y jurisdiccional que tuvo en su momento, pero sigue manteniendo un carácter histórico, cultural y geográfico común.

### La Casa de las Islas
La Casa, conocida también por "La Casa de Las Siete Leguas", se denominó de Islas, porque quedaba, anclada entre los dos ríos, antes mencionados.
Este inmueble estaba realizado en piedra, con un escudo heráldico en su fachada. En su interior, tenía un hogar circular, en cuyo entorno se celebraban las reuniones de los alcaldes de las villas, presididos, por el párroco mayor, según un edicto Real de Juan II.
Su interior, estaba construido, con vigas de madera de roble visto, y una escalera del mismo material que unía los dos pisos, teniendo una barandilla en su piso superior, donde "cualquier persona, fuera ganadero o no, podía seguir los debates".
En estas sesiones, que sentaban jurisprudencia en la Sierra, se discutía fundamentalmente, sobre pastos, pasos de trashumancia, venta de ganado y litigios comunes de los ganaderos.
Varios fueron los Fueros Reales conseguidos por este Órgano de decisión en la Sierra, entre ellos, destacar el de D.Juan II y Alfonso XI que aún se conservan en el archivo de La Rioja, y que serán trasladados próximamente a esta Casa tras su reconstrucción (ya que la original se destruyó con la construcción del pantano). De todas las sesiones, que allí se celebraban, se levantaban unas actas, escritas en castellano antiguo, de un enorme valor lingüístico e histórico, que también serán mostradas en el Museo permanente que se pretende realizar en su interior.
El inmueble quedó de "exención absoluta y permanente" de contribución territorial correspondiente el año 1921, según consta en el expediente registrado al efecto, por el Registro de Nájera, con fecha 10 de octubre de 1921. En su hoja de registro fiscal dice: Terreno concejil, Casa de Juntas, de 50 m2 por dos pisos, con valor de 4,00 pts, Baja de la 4ª parte por huecos y repartos, 1,00 pts, Líquido imponible por el que se ha de tributar, 3,00 pts, a deducir por exencion perpetua, 3,00 pts, Líquido imponible a tributar, 0,00 pts, según el art.14 Ley 29 Dbre 1910. Propietarios, Los Municipios de Mansilla, Villavelayo, Canales de la Sierra, Viniegra de Abajo, Viniegra de Arriba, Ventrosa y Brieva. Termino Municipal de Mansilla de la Sierra, calle de Pago de la Iruela,10, autoriza el alcalde de Mansilla, D.Sotero Ausejo.

## Economía

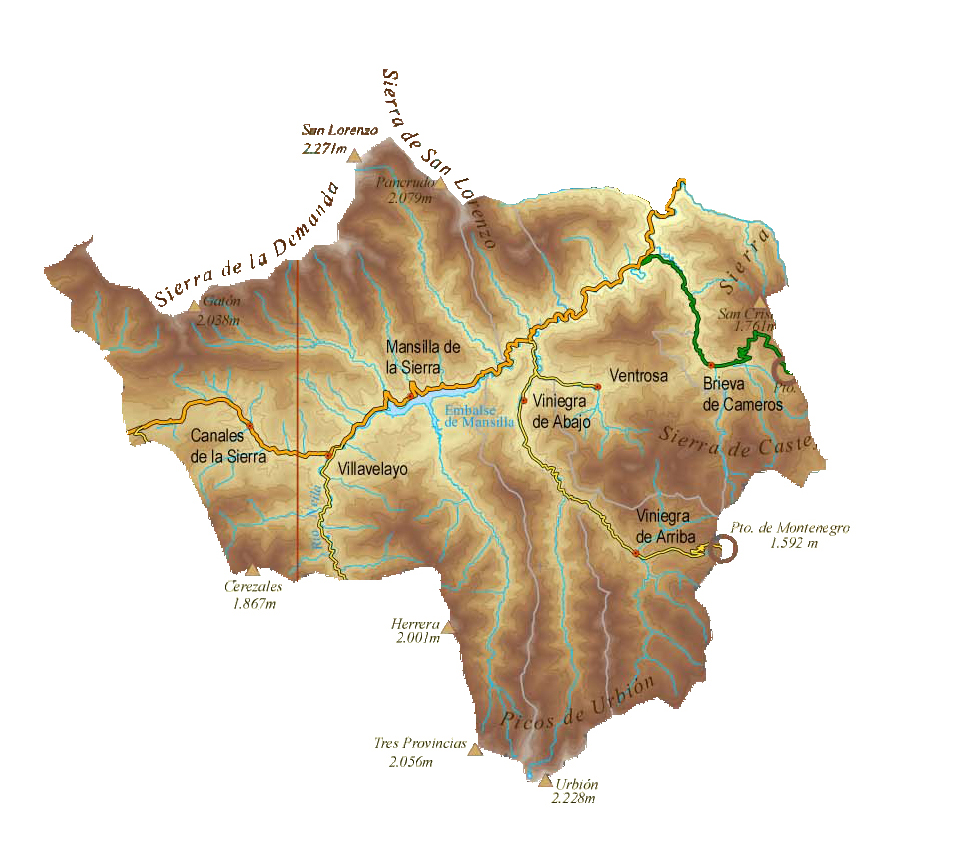
Mapa físico de la subcomarca de las 7 Villas

Históricamente esta ha sido una comarca ganadera. Su situación montañosa de grandes pastos y numerosos ríos hicieron de esta comarca un gran polo trashumante ovino desde el siglo XIII, existen escritos al respecto desde el 9 de abril de 1278. Esta actividad tuvo su mayor esplendor en el siglo XV y XVI, cuando las lanas de ganado merino trashumante eran muy apreciadas por la Corona castellana para su exportación a Flandes y otros países de Europa Occidental. La importancia de la ganadería trashumante hizo que por la comarca cruce la principal cañada real, la Cañada Real Galiana, que gracias a la Mesta daría importantes privilegios a estas localidades. Por tanto la ganadería ha sido y es la principal actividad económica de la comarca, aunque haya ido cambiando su tipología, de únicamente ovina, a una mezcla de ovina y vacuna. También existen a menor escala explotaciones caprinas, equinas o porcinas.
La importancia de la ganadería ovina y el fuerte trasiego de ganado lanar hizo que desde el siglo XVI se implantaran en numerosos pueblos de la comarca batanes, telares y demás industrias textiles para la fabricación de paños. Esta fue especialmente importante en el municipio de Canales de la Sierra, pero también en Mansilla tuvo un fuerte impacto como atestigua el Catastro del Marqués de la Ensenada. Esta tuvo su gran esplendor durante los siglos XVII y XVIII hasta desaparecer a finales del siglo XIX por la gran competencia de los grandes núcleos textiles de Cataluña, mucho más mecanizados y mejor comunicados.
Tras la desaparición de la industria textil y el declive de la ganadería ovina los pueblos serranos, que hasta el siglo XIX habían sido los más ricos e importantes de la comarca del Alto Najerilla, comenzaron a perder población e importancia.

## Demografía
La subcomarca de las 7 Villas es una de las zonas riojanas más afectadas por la despoblación. Esta subcomarca padece un declive demográfico ininterrumpido desde mediados del siglo XIX, hecho prácticamente sin precedentes en toda la comunidad autónoma. Es la comarca riojana con menor densidad de población con 0,86 hab/km², es decir prácticamente un desierto demográfico. Aunque esta comarca nunca ha estado muy densamente poblada debido a sus características físicas (montañas muy escarpadas, valles muy cerrados y su gran altitud) lo cual dificulta las comunicaciones y reduce a la ganadería como único sustento económico, llegó a tener a mediados del siglo XIX 8,85 hab/km². Esta cifra que aunque sigue siendo una densidad de población muy por debajo de la media española (92,08 hab/km²), era muy superior a la que nos encontramos actualmente.
Actualmente podemos decir que la comarca se encuentra en una situación crítica, demográficamente hablando, con una población envejecida y una tendencia negativa, que de no resolverse puede llevar al despoblamiento de estos pueblos.
A 1 de enero de 2021 la población de la comarca ascendía a 390 habitantes, si bien hay que considerar los empadronados (población de derecho) y que aparecen en las estadísticas oficiales, con los verdaderamente residentes (población de hecho) que son menos. 
| Gráfica de evolución demográfica de Las 7 Villas entre 1877 y 2021 |
| |
| Población de derecho (1857-1897) según los censos de población del INE del siglo XIX. Población de derecho (1900-1991) o población residente (2001) según los censos de población del INE. Población según el padrón municipal de 2021 del INE. |

## Fiestas
La Fiesta de las 7 Villas se celebra el primer fin de semana de julio. Se celebra de manera rotatoria entre los pueblos que componen las 7 Villas, con el fin de hermanar dichos pueblos. Se hacen calderetas y verbenas.